# Marja Helander
Marja Helander, född 29 augusti 1965 i Helsingfors, är en finländsk samisk fotograf.
Marja Helander har sina rötter i Utsjoki. Hon utbildade sig på Helsingfors universitet 1985–1986, i måleri på Limingo konstskola i Limingo 1986–1988, Formgivnings- och konstinstitutet, vid Lahtis yrkeshögskola i Lahtis 1988–1992 och i fotografi på Konstuniversitetets Bildkonstakademi i Helsingfors 1999.
Hennes bilder behandlar ofta det kulturella gränsområdet mellan finländsk och samisk kultur, inklusive hennes egen identitet i detta gränsland. Hon hade sin första separatutställning på Helsingfors järnvägsstation 1992. Hon finns även representerad vid Nationalmuseum i Stockholm.
Helander arbetar nu med skulpturer och installationer genom att använda sig av bland annat renhorn på ett icke-traditionellt sätt.

## Offentliga verk i urval
- Konstverk på det samiska kulturcentret Siida i Enare, 2012

## Utställningar
- Marja Helander / Tystnad på Bildmuseet, Umeå Universitet, från 2014-02-23 till 2014-04-27 [9]